# Gelimer
Gelimer (en grec antic Γελίμερ, 480 - 553) va ser el darrer rei dels vàndals (530-534). Era fill de Gelaris, net de Genzó i besnet de Genseric.
Va donar un cop d'estat i va empresonar al rei Hilderic l'any 530, que s'havia convertit al catolicisme (els vàndals eren arrians i la noblesa no va donar suport al seu canvi). L'emperador romà d'Orient Justinià I era aliat d'Hilderic del que havia aconseguit la protecció dels cristians d'Àfrica, i no va tardar a reaccionar declarant la guerra a Gelimer, i va enviar contra ell al general Belisari l'any 533.
Mentrestant el visigot Goddes, enviat per Gelimer a Sardenya per cobrar les taxes, va començar a tractar amb els romans d'Orient com un sobirà independent. Gelimer va enviar un gran exèrcit a l'illa dirigit pel seu germà Tzazó o Zanó, que va dominar la revolta fàcilment però mentrestant Belisari va poder desembarcar sense oposició.
Els romans d'Orient van desembarcar una mica al sud de Tapsos i van avançar cap al nord; el 13 de setembre van trobar la primera resistència del reduït exèrcit dels vàndals, uns deu mil homes, però dos terços reclutats a correcuita, per quasi el doble els romans d'Orient, que va ser derrotat en la batalla del Desè Mil·liari a uns 15 km de Cartago. El germà de Gelimer, Ammates, va morir en la batalla. Belisari va entrar a Cartago el dia 14 on encara va trobar el menjar preparat per Gelimer a la seva taula de palau, però ja va trobar a Hilderic mort perquè Gelimer havia ordenat el seu assassinat en saber del desembarcament romà d'Orient.
Cridat urgentment de Sardenya, Tzazó va tornar amb el gros de l'exèrcit vàndal i altre cop grecs i vàndals es van enfrontar en la batalla de Tricamàrum, a un lloc anomenat Butlla o Ticameron (Tricamarum) a uns 30 km a l'oest de Cartago el mes de desembre del 533, en la qual els romans d'Orient van obtenir altre cop la victòria. Hippo Regius va obrir les portes a Belisari. Tzazó o Zanó va morir a la lluita i Gelimer va fugir; primer va intentar anar a Hispània però la flota romana d'Orient el va interceptar; llavors es va refugiar amb els berbers a la zona de les muntanyes Pappua, al sud, on va ser rodejat i finalment capturat, el mes de març de 534 per Fares, cap dels hèruls al servei de l'Imperi Romà d'Orient, i portat a Constantinoble on el van obligar a jurar obediència a l'emperador i després enviat a una finca a Galàcia on va viure la resta de la seva vida. Va morir l'any 553. Es diu que quan va ser fet presoner va dir la frase «vanitat de vanitats és sempre vanitat».